# Destination Unknown (film 1933)
Destination Unknown è un film del 1933 diretto da Tay Garnett.
È un film drammatico statunitense con Pat O'Brien, Ralph Bellamy e Alan Hale ambientato su una nave in mezzo a una tempesta.

## Produzione
Il film, diretto da Tay Garnett su una sceneggiatura di Tom Buckingham, fu prodotto da Carl Laemmle Jr. per la Universal Pictures e girato dal 7 novembre a metà dicembre 1932.

## Distribuzione
Il film fu distribuito negli Stati Uniti dal 16 marzo 1933 al cinema dalla Universal Pictures.
Altre distribuzioni:
- in Francia il 17 agosto 1938 (Destination inconnue)
- in Spagna (Sin rumbo)